# Khandro Rinpoche

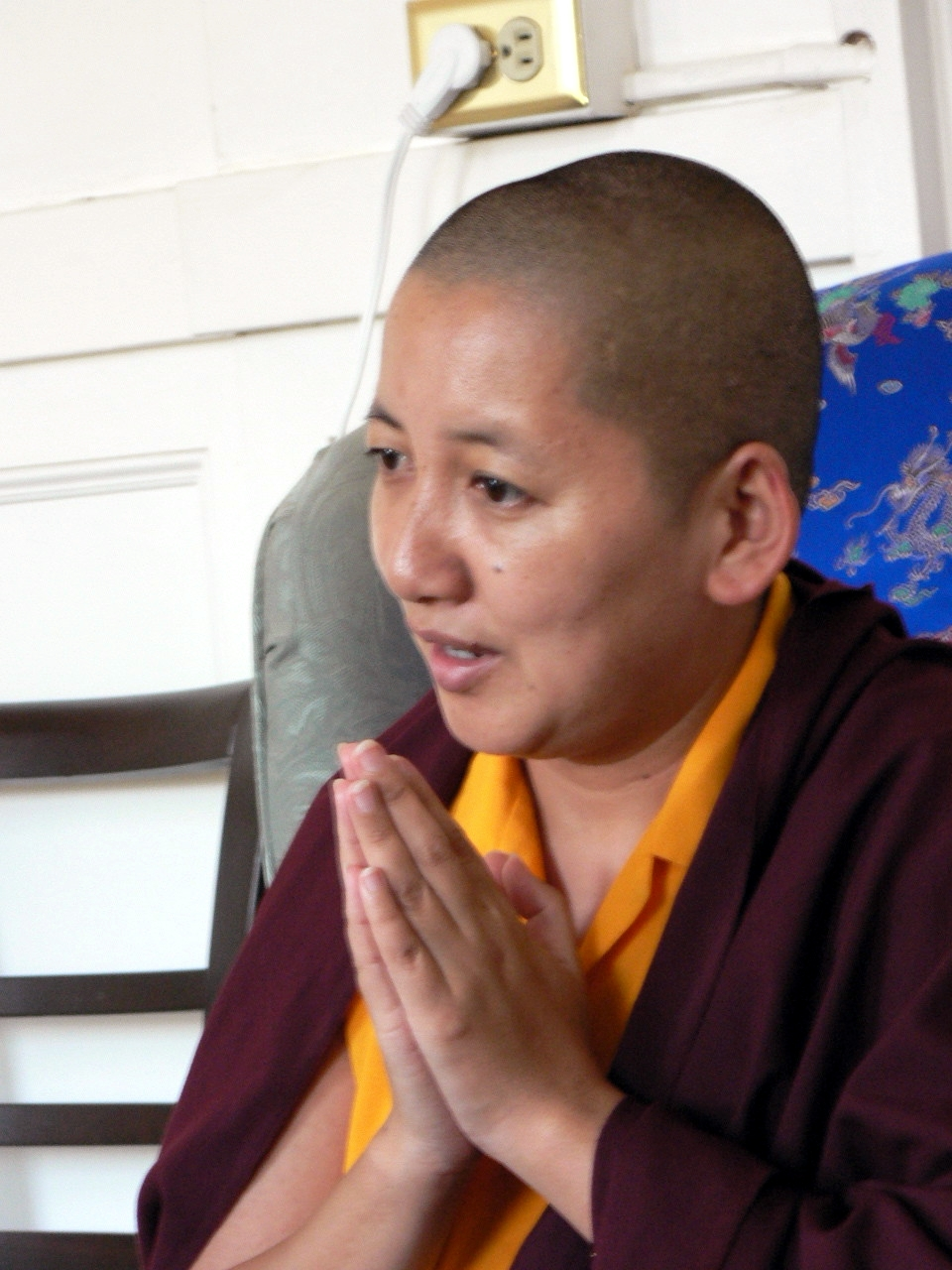
Khandro Rinpoche (2007)

Khandro Rinpoche (tibetisch མཁའ་འགྲོ་རིན་པོ་ཆེ; * 19. August 1967 in Kalimpong) ist eine weibliche indische Lama des Buddhismus in Tibet.
Mindrolling Jetsün Khandro Rinpoche (Geburtsname Tsering Paldrön) ist die Tochter des Gyurme Künsang Wanggyel, des 11. Minling Thrichen Rinpoche. Im Alter von zwei Jahren wurde Khandro Rinpoche vom 16. Karmapa Rangjung Rigpe Dorje als die Reinkarnation der Dakini des Tshurphu-Klosters Urgyen Tsomo erkannt. Urgyen Tsomo war in ihrer Zeit eine bekannte Meisterin und verbrachte einen großen Teil ihres Lebens im Retreat. Sie wurde die spirituelle Gefährtin des 15. Gyalwa Karmapa des Königreichs Sikkim Khakyab Dorje und galt als eine Inkarnation der Yeshe Tsogyal.
Heute ist Ripoche als Ihre Eminenz Mindrolling Jetsün Khandro Rinpoche bekannt und lehrt den tibetischen Buddhismus. Sie ist jetzt die Linienhalterin der Mindrolling-Linie und gilt als Trülku innerhalb der Karma-Kagyü Linie. Sie lehrt die Nyingma und auch die Kagyü-Schule. Rinpoche hat in Indien eine westliche Ausbildung am St. Joseph's Convent, der Wynberg Allen School in Masuri und dem St. Mary's Convent abgeschlossen. Sie spricht fließend Englisch, Tibetisch und Hindi. Seit 1980 begann sie zu Reisen und Vorträge zu halten, seit 1987 unterrichtet sie in Europa, Nordamerika und Südostasien. Sie ist die Gründerin und Leiterin des Samten Tse Retreat Center in Masuri, das sie als Studienort und als Retreat für Nonnen und westlichen Laienpraktizierende gegründet hat. 1997 stiftete Khandro Rinpoche den Mindrolling Lotus Garden in Virginia, USA, der von Jetsün Dechen Paldrön geleitet wird. Sie ist auch aktiv an der Verwaltung des Zweigklosters Mindrölling in Dehradun, Indien, beteiligt. Darüber hinaus beteiligt sie sich am Interreligiösen Dialog und sitzt derzeit im Vorstand der World Religious Leaders des Elijah Interfaith Institute.